# Székely vértanúk emlékműve
A marosvásárhelyi székely vértanúk emlékműve a város elsőként felavatott – egyben a legrégibb máig álló – köztéri műalkotása. Hat méter magas, gránitból készült obeliszk, amelyet 1875-ben közadakozásból állítottak a Postaréten, a Habsburg-ellenes Makk-féle összeesküvés ezen a helyen kivégzett három erdélyi vezetőjének emlékére. Bár a román hatalomátvétel után többször megrongálták, ma is áll, és minden évben megemlékezéseket, ünnepélyeket tartanak itt.

## Története

### Előzmények
A szabadságharc 1849-es leverése után a magyar társadalomban tovább élt a remény, hogy a Habsburg-uralom külföldi segítséggel megdönthető. Az erdélyi fegyveres felkelés megszervezésére Makk József tüzérezredes, Kossuth Lajos híve vállalkozott; megbízott vezetői Török János tanár, Gálffy Mihály ügyvéd és Horváth Károly földbirtokos voltak. A felkelést elárulták, a szervezkedőket 1852-ben elfogták; öt hazafira halálos ítéletet, negyvennyolcra pedig börtönbüntetést szabtak ki, további 60 embert pedig hosszú vizsgálati fogság után szabadon engedtek. Törököt, Gálffyt és Horváthot a marosvásárhelyi Postaréten végezték ki 1852. március 10-én, és a bitófák alatt hantolták el őket (a másik két elítéltet, Váradi Józsefet és Bartalis Ferencet Sepsiszentgyörgyön végezték ki). 1854. május 27-én, ugyancsak a Postaréten további két összeesküvőt végeztek ki (Bertalan Lászlót és Benedek Dánielt).
A három vértanút csak este vették le a háromöles bitófákról. Az osztrákok oltatlan mésszel akarták beteríteni őket, de olyant az egész városban nem találtak, mivel egyetlen polgár sem kívánt adni. Néhány gyékénnyel terítették be a holttesteket, majd koporsó nélkül elföldelték.
A marosvásárhelyieket megrendítette az ítélet, és már 1854-től kezdődően minden tavasszal virágokat vittek a vértanúk sírjaira, dacolva a vesztőhelyet őrző osztrák csendőrökkel. Az 1860-as enyhülést követően minden év március 10-én beszédekkel, imádsággal egybekötött megemlékezést tartottak a helyszínen. 1870-ben felmerült a maradványok kihantolása és a református temetőben való ünnepélyes újratemetése, azonban az ötletet elvetették, mivel a vértanúk sírjának helye addigra már a nemzeti kegyelet tárgya lett.

### Az emlékmű felállítása
Egy méltó síremlék állítása már az 1860-as években felmerült, és 1870-ben az Egyenlőségi Kör Lázár Ádám elnökletével szoborbizottságot alakított. A szükséges pénzt három év alatt gyűjtötték össze közadakozásból, és 1873. augusztus 10-én megbízták Aradi Zsigmond szobrászt az emlékmű elkészítésével. A felavatásra 1875. június 27-én került sor, és több ezer ember (közöttük a vértanúk rokonai) vett rajta részt, akik gyászmenetben érkeztek a Főtérről a Postarétre. Az ünnepségen Orbán Balázs és Lázár Ádám tartott beszédet, imát mondtak, Jókai-verset szavaltak, a dalárdák gyászdalokat adtak elő, és felcsendült a Himnusz és a Szózat is.
A következő években csak visszafogott megemlékezéseket tartottak: az obeliszket megkoszorúzták, egyes alkalmakkor pedig rövid beszédek, versek, dalok hangzottak el. Az 1880-as évek végétől kezdődően már minden évben nagyszabású március 15-i megemlékezéseket szerveztek a városban, melyek alkalmával a tömeg a székely vértanúk emlékművéhez is kivonult koszorúkat elhelyezni.

### A román hatalomátvétel után
A székely vértanúk emlékműve az egyetlen marosvásárhelyi köztéri műalkotás, amely átvészelte a román hatalomátvételt követő szobordöntögető időszakot, bár már 1920-ban megcsonkították. A 20. században több alkalommal megrongálták, meggyalázták. A terjeszkedő Marosvásárhely hamarosan elérte és bekebelezte a korábban a város határán kívüli kaszálón álló emlékmű környékét: 1957–1964 között 1120 lakást magába foglaló tömbháznegyedet építettek (az úgynevezett December 22., korábbi nevén November 7. negyed). Az obeliszk a helyén maradt, bár az adott korszakban keveset beszéltek annak jelentéséről, jelentőségéről a szélesebb nyilvánosság előtt.
Az 1989-es romániai rendszerváltás után ismét lehetőség nyílt magyar jellegű megemlékezések, ünnepségek rendezésére. A székely vértanúk emlékművénél 1990. március 15-én ünnepi megemlékezésre került sor, ahol több szónok mondott az etnikumok közötti összefogásra buzdító beszédet, ugyanakkor kiemelték azt, hogy a magyarok ragaszkodnak a minden állampolgárt megillető jogokhoz. A magyar közösség egysége és elszántsága sokkolta a román közvéleményt, tovább szítva az etnikumok közötti feszültséget, amely néhány napon belül a fekete márciusban csúcsosodott ki. Az emlékmű a következő években is a március 15-i marosvásárhelyi megemlékezések egyik helyszíne volt, 2012-től pedig minden év március 10-én, a kivégzés évfordulóján itt ünneplik a felvonulással egybekötött, tízezreket megmozgató székely szabadság napját is.
2019-ben térrendezési terv készült, amely kockakövekből a székely zászló „napcsillagához” hasonló nyolcágú csillag alakú tér kiépítését tételezte fel az emlékmű körül. Bár a tervet elfogadták és jóváhagyták, a román nacionalista sajtó uszítani kezdett, Papuc alpolgármester pedig kijelentette, hogy „nem csinálunk úgynevezett Székelyföldet a November 7. lakónegyedből”, és utasítást adott a terv megváltoztatására. A kockakövekből végül oktogon alakú teret alakítottak ki, ezzel egyidőben eltávolították a kétnyelvű feliratot a közelben található székely vértanúk kútjáról. 2021-ben megrongálták az emlékművet, piros-sárga-kék festékkel mázolva be azt.

## Leírása
A város északkeleti részén, az úgynevezett Felsővárosban (későbbi nevei November 7. majd December 22. negyed), parkosított területen, négyemeletes tömbházak mellett áll. Mellette autóval is járható szerpentin (Székely vértanúk útja) és sétányok haladnak a Kornisa-negyed és a klinikák felé. Korábban egy viszonylag egyenes út haladt itt, a Szentgyörgy utcai kereszteződéstől (a régi vámháztól) a királyi alreáliskoláig (ma a MOGYE épülete). Ezt kezdetben Vértanúk útjának nevezték, 1920 után Calea Libertății. 1947-ben szerpentinné alakították át. A rendszerváltás után, az 1990-es években vette fel a Székely vértanúk útja (Calea Secuilor Martiri) nevet.
Az emlékmű szürke porosz gránitból készült, hat méter magas obeliszk, északi alapkövén fekvő, nyíltól sebzett oroszlán domborművével, amely mellső lábai között zászlót tart; alatta két keresztezett kardon a magyar címer áll. Az ez alatti szövegmezőben az 1854. március 10-én kivégzett három vértanú neve olvasható: „Bágyi Török János 47, Martonosi Gálfi Mihály 37, Nagyváradi Horváth Károly 25 éves korukban Magyarország alkotmányos szabadságáért Marosvásárhelytt 1854 márc 10 együtt kivégzett székely vértanuk emlékének szentelte a kegyeletes nemzedék.” A felirat nem tartalmazza a május 27-én, szintén ezen a helyen kivégzett Bertalan László és Benedek Dániel nevét.
A szöveg alatt Jókai Mór epigrammája olvasható:
Szent hely ez oh vándor! egy nemzet tette e jelt itt

Leghűbb gyermekei végzetes sírja fölé.

Élni szabadságban vagy azért meghalni merészen:

Ezt hitték, vallták s haltak érette híven.

Törvényes szabad és független nemzeti állás

Intő szobra legyen, honfi, e drága jel itt!
A környéken több vízforrás volt, ezek közül kettő ma is létezik és üzemel. Az obeliszkhez legközelebb eső, úgynevezett Sándor János-forrást egykoron díszes pavilon védte, amely Radó Sándor tervei alapján épült. A pavilont a második világháború alatt megrongálták, majd 1947-ben, a szerpentin építésekor lebontották, a kutat pedig jelenlegi helyére költöztették. Ma székely vértanúk kútjaként ismerik.

## Képek

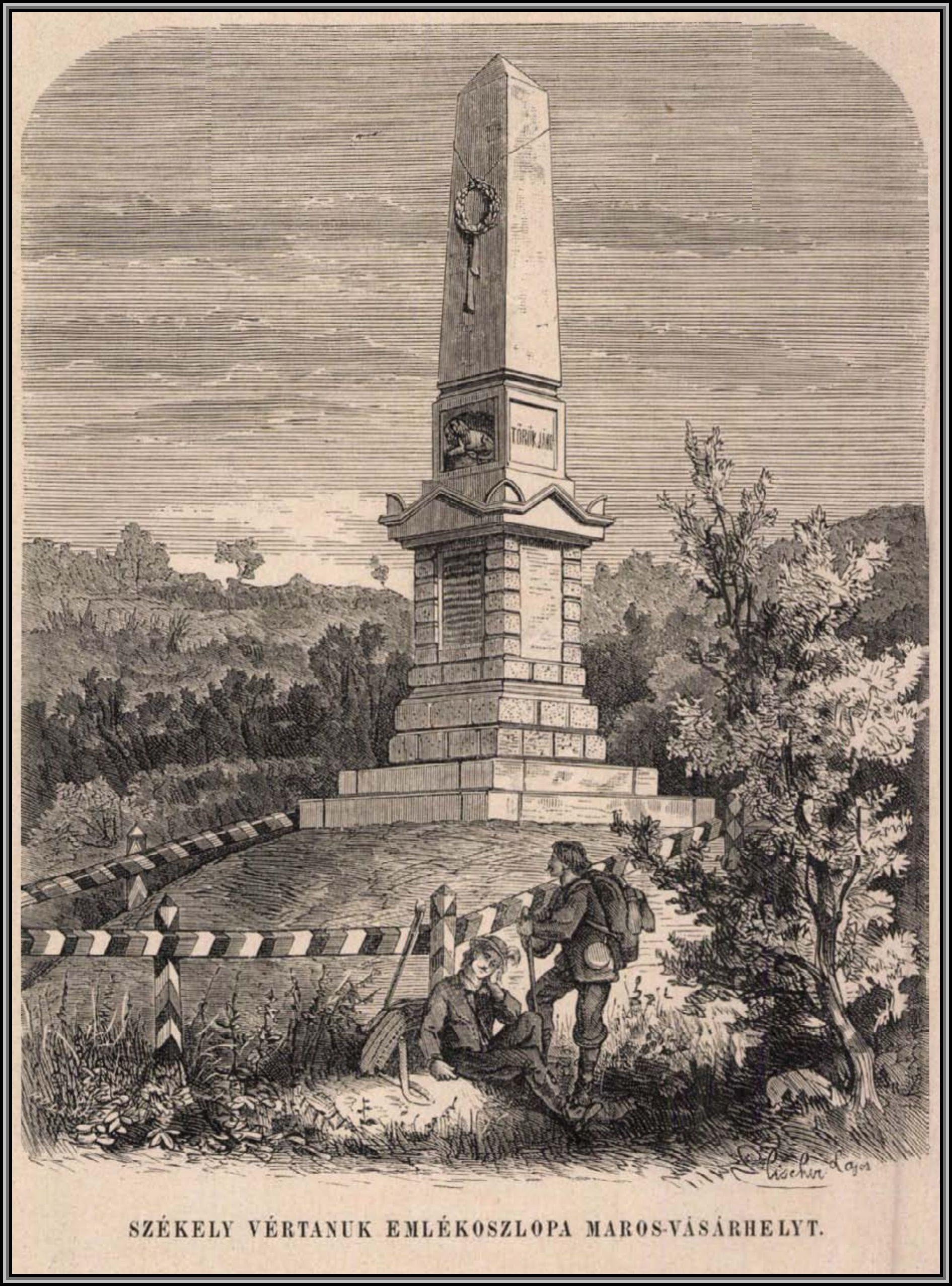
Egy 1875-ös metszeten
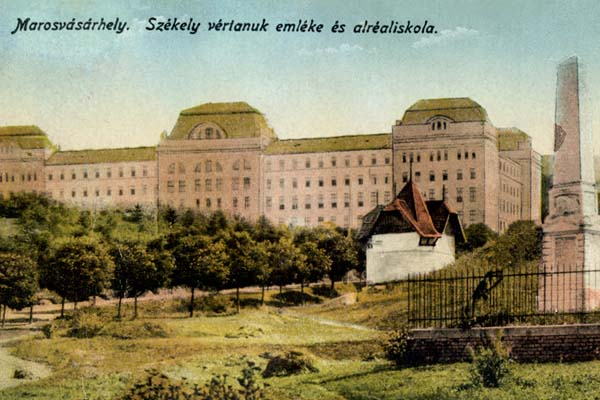
1910 körül (jobbra)
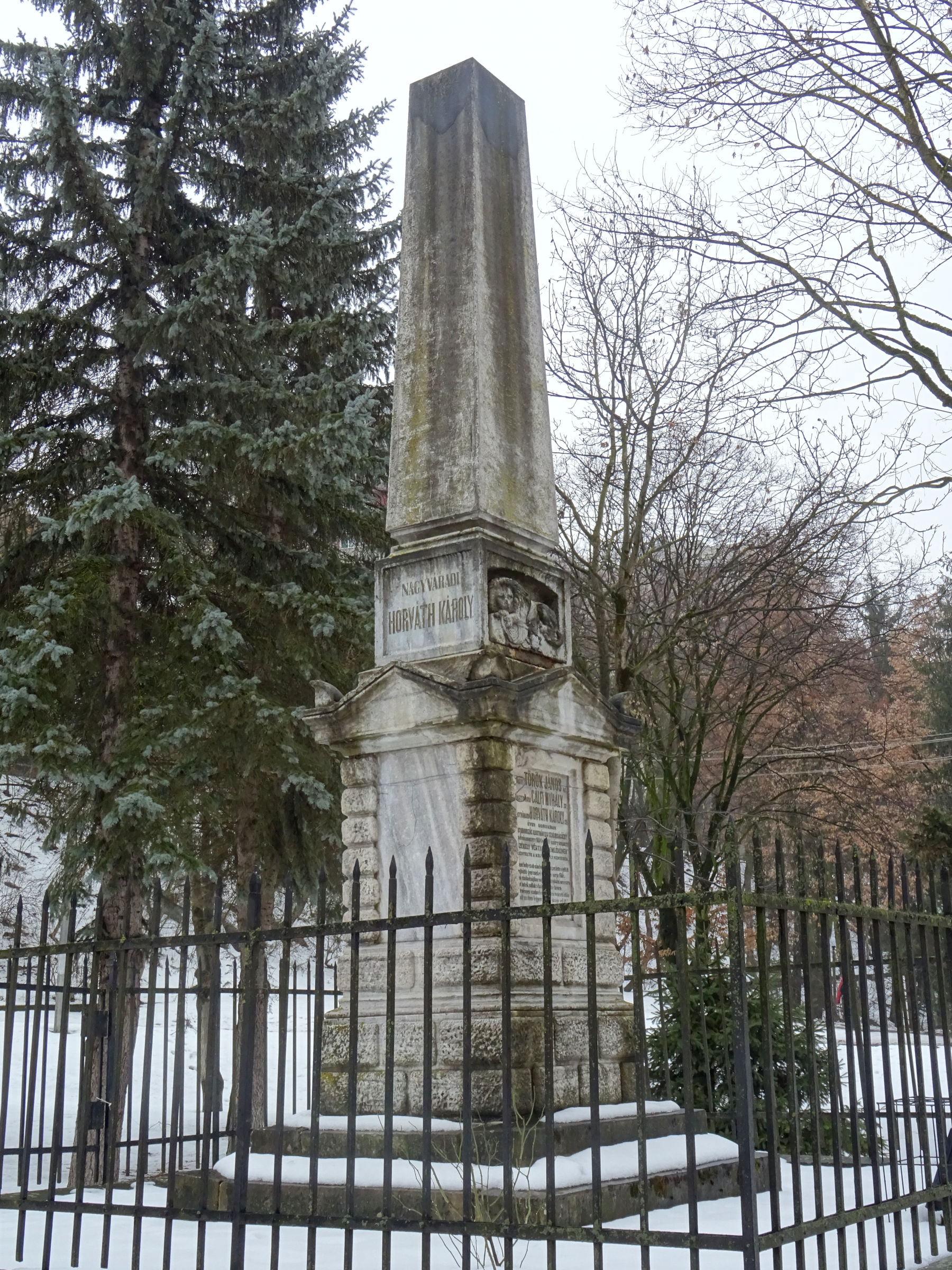
2019-ben